# Zebrias fasciatus
Zebrias fasciatus är en fiskart som först beskrevs av Basilewsky, 1855.  Zebrias fasciatus ingår i släktet Zebrias och familjen tungefiskar. Inga underarter finns listade i Catalogue of Life.